# Giscón I de Cartago
Giscón (Giscón Γίσκων) hijo de Hannón III y probablemente padre de Amílcar, el general que se enfrentó con Agatocles. Diodoro Sículo dice que estaba exiliado el 339 a. C. cuando los cartagineses sufrieron la grave derrota del río Crimiso en Sicilia, exilio que según Polie de Macedonia se debía a que estuvo implicado en el plan de su hermano Amílcar para alcanzar el poder soberano en Cartago.
Antes de su exilio se cree que fue un general destacado y después del 339 a. C. fue llamado de su destierro y enviado con un ejército de mercenarios a luchar en Sicilia. Derrotó a dos cuerpos de fuerzas mercenarias al servicio de Siracusa, pero no pudo evitar la derrota de Mamerco de Catania e Hicetas de Leontinos, los dos jefes de los aliados de los cartagineses en la isla, y poco después un embajador especial enviado desde Cartago firmó un acuerdo de paz con Timoleón de Siracusa por el que se fijó el río Haliç (Halicos) como frontera (338 a. C.). Ya no vuelve a ser mencionado.
- Datos: Q2525757